# Eleutherolaimus obtusicaudatus
Eleutherolaimus obtusicaudatus är en rundmaskart som beskrevs av Allgen 1947. Eleutherolaimus obtusicaudatus ingår i släktet Eleutherolaimus och familjen Linhomoeidae. Inga underarter finns listade i Catalogue of Life.